# Alberto Badaracco
Alberto Badaracco (Willemstad, 30 november 1930 – 23 maart 1999) was een Curaçaos architect en trompettist. Hij was de eerste architect wiens werk met de Cola Debrotprijs werd bekroond sinds de introductie van de belangrijkste cultuurprijs op de Nederlandse Antillen.

## Levensloop
Badaracco was de oudste in een gezin met zes kinderen, allen geboren op Curaçao. De ouders waren Roberto Badaracco (1903–1969), afstammeling van Italiaanse en Curaçaose ouders, en de Colombiaanse Olga de Castro Guerlain (1909–2007). Hij groeide op in het familiehuis aan het Brionplein in Willemstad.

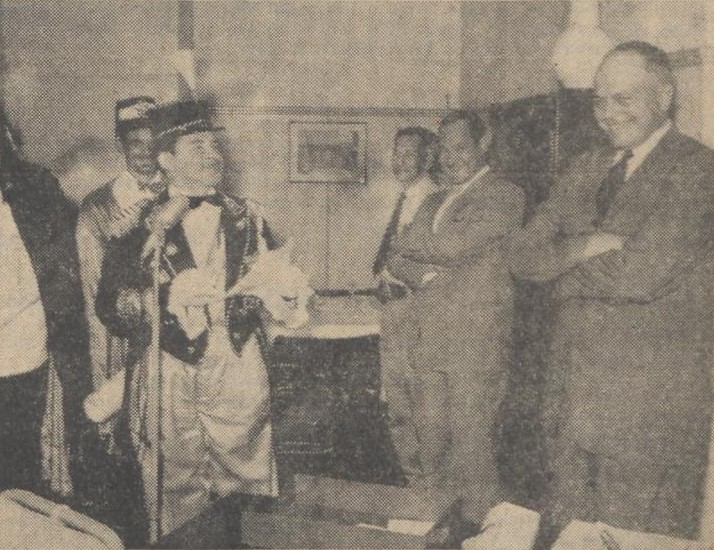
Prins Ali Babu doet zijn proclamatie (1955)

In zijn jonge jaren bouwde hij een reputatie op van trompetspeler en op zijn tweeëntwintigste was hij op Curaçao mede gekend als bokser. Zo participeerde hij in 1953 aan een bokswedstrijd, welke hij op punten verloor. Zijn spel werd bekritiseerd als onbesuisd; hij zou zich meer concentreren op zijn harde punch dan op goedgeplaatste stoten. Hij was ook een vaardige tekenaar en schilder. Twee kleurrijke schilderijen van hem, De Mexicaanse Dame en Aan drank verslaafd, werden gepubliceerd in Het Caribisch Venster. In 1955 werd Badaracco als 'Prins Alberto de Zesde Ali Babu' een populaire prins carnaval op Curaçao, die het volk op zijn hand zou hebben.
Badaracco deed zijn studies in de Verenigde Staten en, naar eigen zeggen, tien jaar in Italië, alwaar hij in totaal elf jaar is verbleven. Hij was getrouwd met een Nederlandse vrouw, met wie hij in de eerste helft van de jaren 1960 in Milaan woonde. Uit hun huwelijk is een dochter voortgekomen.
Kort na terugkeer op Curaçao scheidde hij en vestigde hij zich nabij de jachthaven van Willemstad. Later leefde hij samen met - wederom - een Nederlandse. Zijn architectonische oeuvre op Curaçao is in deze periode opgebouwd.

## Architectuur
Badaracco's architectuurstijl wordt gekenmerkt door strakgelijnde blokkendozen waarbij het visuele zwaartepunt zich aan de bovenkant van de gevels bevindt. Dit geeft de gebouwen een zware, maar imponerende indruk. Voorbeelden hiervan zijn het voormalige Anthony Veder gebouw (thans Omni), de ABN bank in Pietermaai en de gevel van het onderstation van Aqualectra (hoek van het Julianaplein) waar de bovenkant van de zijgevel naar voren steekt.

### Oeuvre
In 1974 ontving Badaracco als eerste architect de Cola Debrotprijs, de belangrijkste culturele prijs van de Nederlandse Antillen. Deze prijs was voor zijn oeuvre uit de periode van 1969 tot 1974. In deze periode verwezenlijkte hij onder meer de volgende werken:
- 1966: Country Inn (thans Trupial Inn), waar Badaracco de inrichting van de kamers verzorgde.

- 1968/1970: verbouwing van de voormalige Loge de Vergenoeging voor de Bank of America. Wilhelminaplein, Willemstad.

- 1972: Bankgebouw ABN Pietermaai.

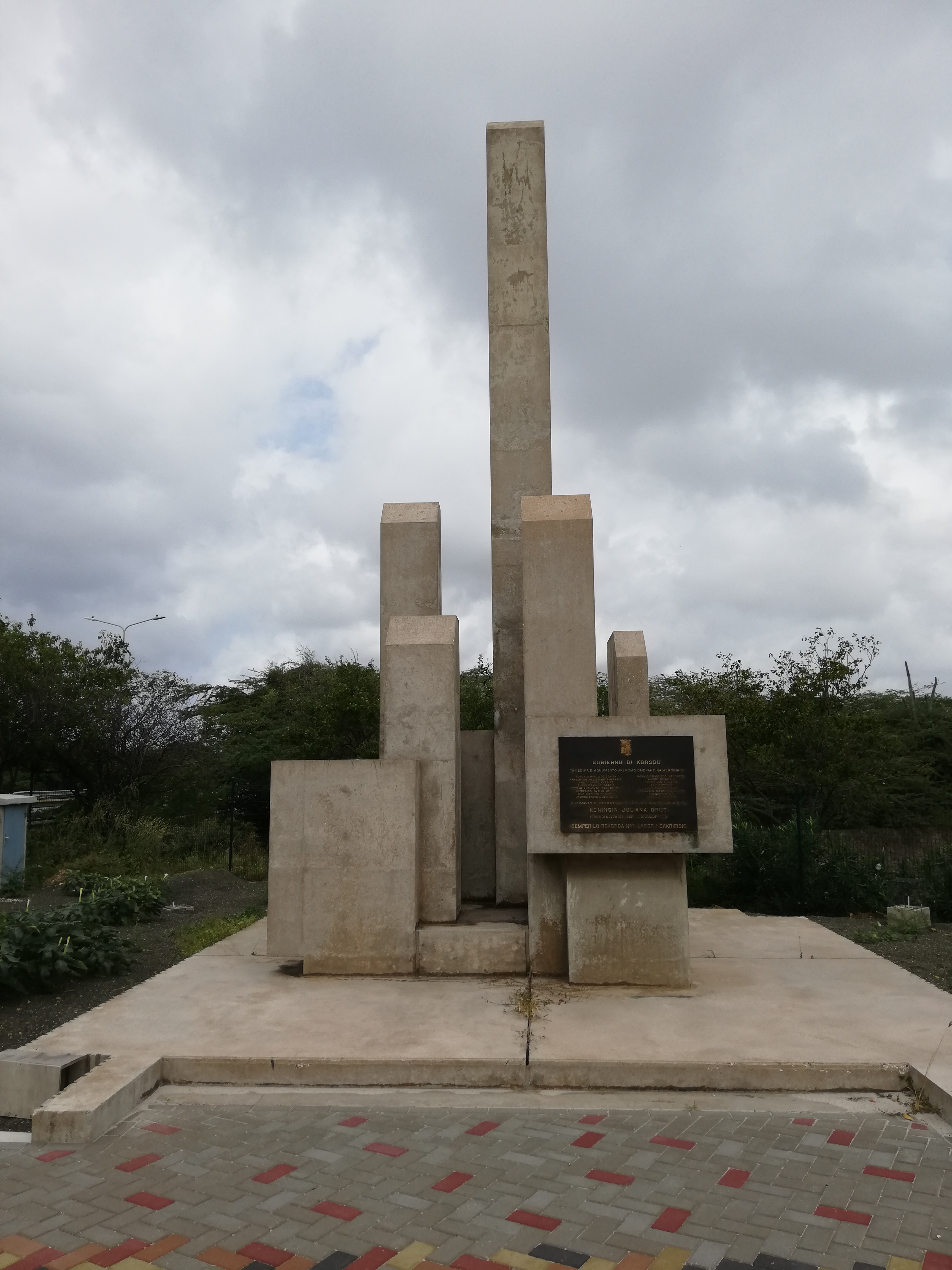
Monument voor de overledenen

- 1974: Het monument voor de overledenen, terzijde van de Koningin Julianabrug. Ter gelegenheid van de zevende verjaardag van de instorting van een in 1967 in aanbouw zijnde brug, ontworpen ter nagedachtenis van de slachtoffers.[10]

Hierna verwezenlijkte Badaracco onder meer de volgende werken:
- 1979: Havenkantoor, Willemstad. Anno 2022 is het havenkantoor slechts vanuit het water van de Sint Annabaai goed zichtbaar. De strategische ligging aan de voet van de berg van Fort Nassau verzekert een goed zicht op het scheepsverkeer van de haven in het Schottegat, wat tot kort voor 2022 een drukke verkeersroute was.[7]

- 1982: Substation Montagne.

- 1984: Anthony Veder gebouw.[11]

- 1987: International Trade Center (ITC).[12]

- 1989: Substation Julianaplein. De moeder van Badaracco deed de opening.[13]

- 1999: Seru di Orashon, Jan Noorduynweg. Ook de kapel is door Badaracco ontworpen.

In Caribbean Modernist Architecture (2010) wordt door Lobo opgemerkt dat Badaracco niet in staat was een algemeen publiek bewustzijn van goede architectuur te verwezenlijken, ondanks de hoge kwaliteit van zijn ontwerpen.

### Nevenfuncties
- Architectuurlezingen, met name in het Curaçaosch Museum.

- Lid van commissies, zoals voor uitzending van lokale kunstenaars naar evenementen in het buitenland.

- ca. 1975: Drijvende kracht bij de oprichting van de Sociedat di Architecto i Ingenero Antillano (S.A.I.A.), ofwel de Bond van Antilliaanse Architekten- en Ingenieursbureaus.

## Trompet
Badaracco was een trompettist die zijn instrument immer bij zich droeg. Hij deed gevraagd en ongevraagd optredens tijdens openingen, andere bijeenkomsten en concerten. In zijn jonge jaren zou hij op het balkon van zijn huis aan het Brionplein spelen. Ook in zijn act als prins Carnaval in 1955 deed hij een optreden met het trompet waarop hij een Bolero speelde.
Hij werd in de Amigoe beschreven als "een zeer individualistisch trompetblazer, die zijn gebrek aan techniek goed camoufleert met flair, fantasie en feeling." Dergelijke kritiek heeft hem niet verhinderd een solo-optreden te doen met het orkest van Xavier Cugat.